# Comfort food

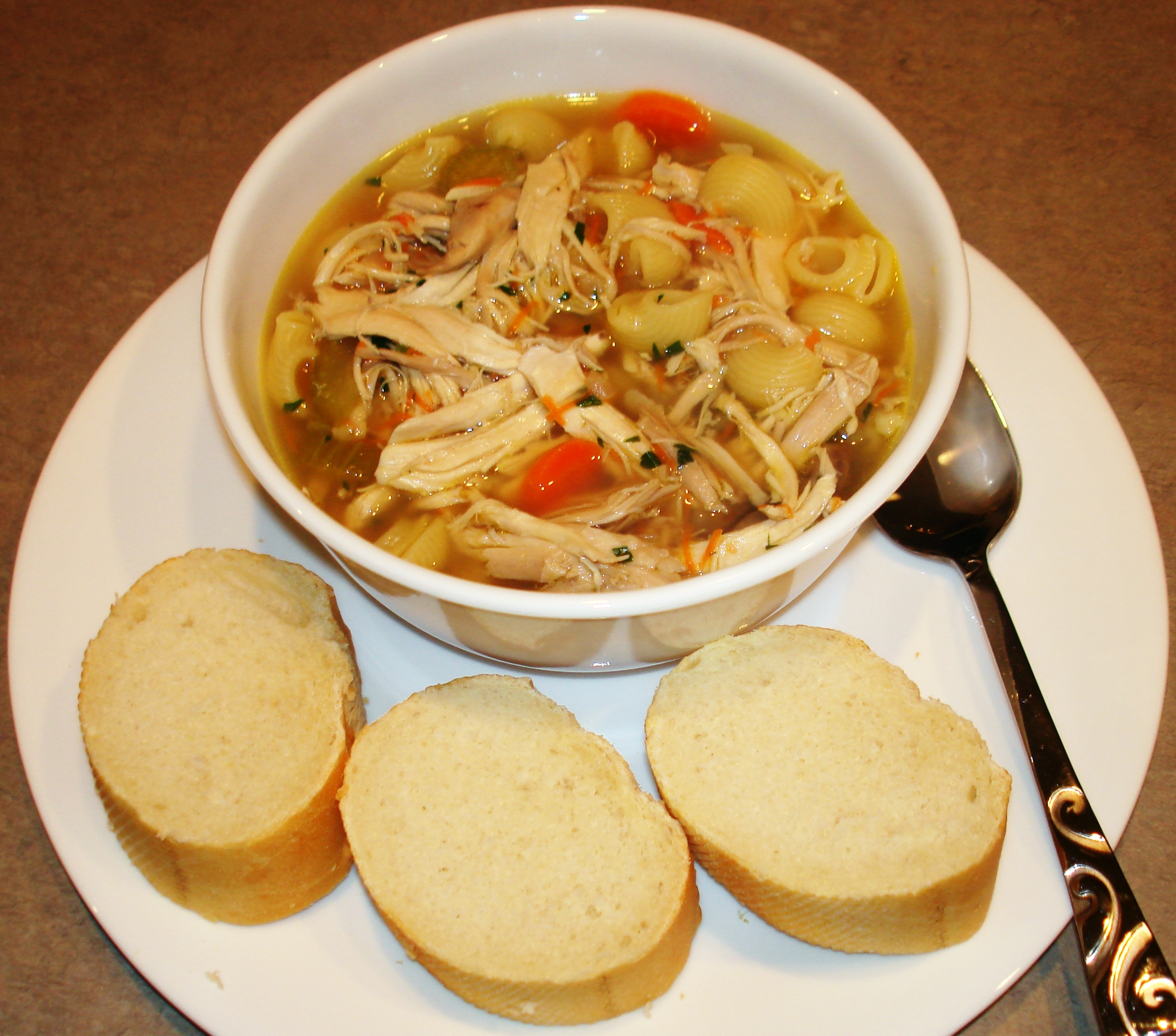
Sopa de galinha, um alimento clássico comum, típico de várias culturas

Comfort food ("comida de comforto" em inglês, também conhecida no Brasil como comida afetiva) é um alimento que fornece um valor nostálgico ou sentimental a alguém (geralmente relacionado ao lar), e pode ser caracterizado por alto teor calórico, alto nível de carboidrato ou pela simplicidade na preparação. Tal sentimento nostálgico pode ser específico para um indivíduo ou pode se aplicar a uma cultura inteira.

## Definição
O termo comfort food remonta a pelo menos 1966, quando o Palm Beach Post o usou em uma história: "Os adultos, quando estão sob intenso estresse emocional, recorrem ao que poderia ser chamado de comfort food — comida associada à segurança da infância, como o ovo pochê da mãe ou a famosa sopa de galinha."

## Estudos psicológicos
Consumir alimentos ricos em energia, com alto teor calórico, gorduras, sal ou açúcar, como sorvete, chocolate ou batata frita, pode acionar o sistema de recompensa no cérebro humano, que proporciona um prazer distinto ou temporariamente uma sensação de elevação e relaxamento emocional. Quando as condições psicológicas estão presentes, as pessoas costumam usar comfort food para se tratar. Aqueles com emoções negativas tendem a ingerir alimentos não saudáveis, em um esforço para experimentar a gratificação instantânea que o acompanha, mesmo que seja de curta duração.
Um estudo dividiu as identificações de comfort food de estudantes universitários em quatro categorias (alimentos nostálgicos, alimentos indulgentes, alimentos de conveniência e alimentos físicos para conforto), com ênfase especial na seleção deliberada de alimentos específicos para modificar o humor ou o efeito e as indicações de que O uso médico-terapêutico de determinados alimentos pode, em última análise, ser uma questão de alteração de humor.
A identificação de itens específicos como comfort food pode ser idiossincrática, embora os padrões sejam detectáveis. Em um estudo das preferências norte-americanas, "os homens preferiram comidas quentes, saudáveis e relacionadas à refeição (como bifes, caçarolas e sopas), enquanto as mulheres preferiram alimentos que eram mais relacionados a lanches (como chocolate e sorvete). Além disso, as pessoas mais jovens preferiram mais comidas relacionadas ao lanche em comparação com aquelas com mais de 55 anos de idade. "O estudo também revelou fortes conexões entre o consumo de comfort food e sentimentos de culpa. Um artigo, "O mito da comida reconfortante", afirmou que os homens tendem a escolher esses tipos de alimentos salgados, porque os lembram de serem "mimados" ou estragados, enquanto as mulheres escolhem alimentos relacionados a lanches porque estão associados a baixas quantidades de trabalho e menos "limpeza". Também sugeriu que as mulheres são mais propensas a buscar alimentos não saudáveis em períodos de estresse devido a uma mentalidade mais consciente do peso.
O consumo de comfort food é visto como uma resposta ao estresse emocional e, consequentemente, como um dos principais contribuintes para a epidemia de obesidade nos Estados Unidos . A provocação de respostas hormonais específicas que levam seletivamente a aumentos de gordura abdominal é vista como uma forma de automedicação .
Estudos posteriores sugerem que o consumo de comfort food é acionado nos homens por emoções positivas e negativas nas mulheres. O efeito do estresse é particularmente pronunciado entre as mulheres em idade universitária, com apenas 33% relatando escolhas alimentares saudáveis durante períodos de estresse emocional. Para as mulheres especificamente, esses padrões psicológicos podem ser pouco adaptativos.
Um uso terapêutico desses achados inclui oferecer comfort food ou bebidas happy hour a pacientes geriátricos anoréticos, cuja saúde e qualidade de vida diminuem com a ingestão oral reduzida.

## Por região
Uma lista parcial por região de comfort food em todo o mundo.

### Indonésia

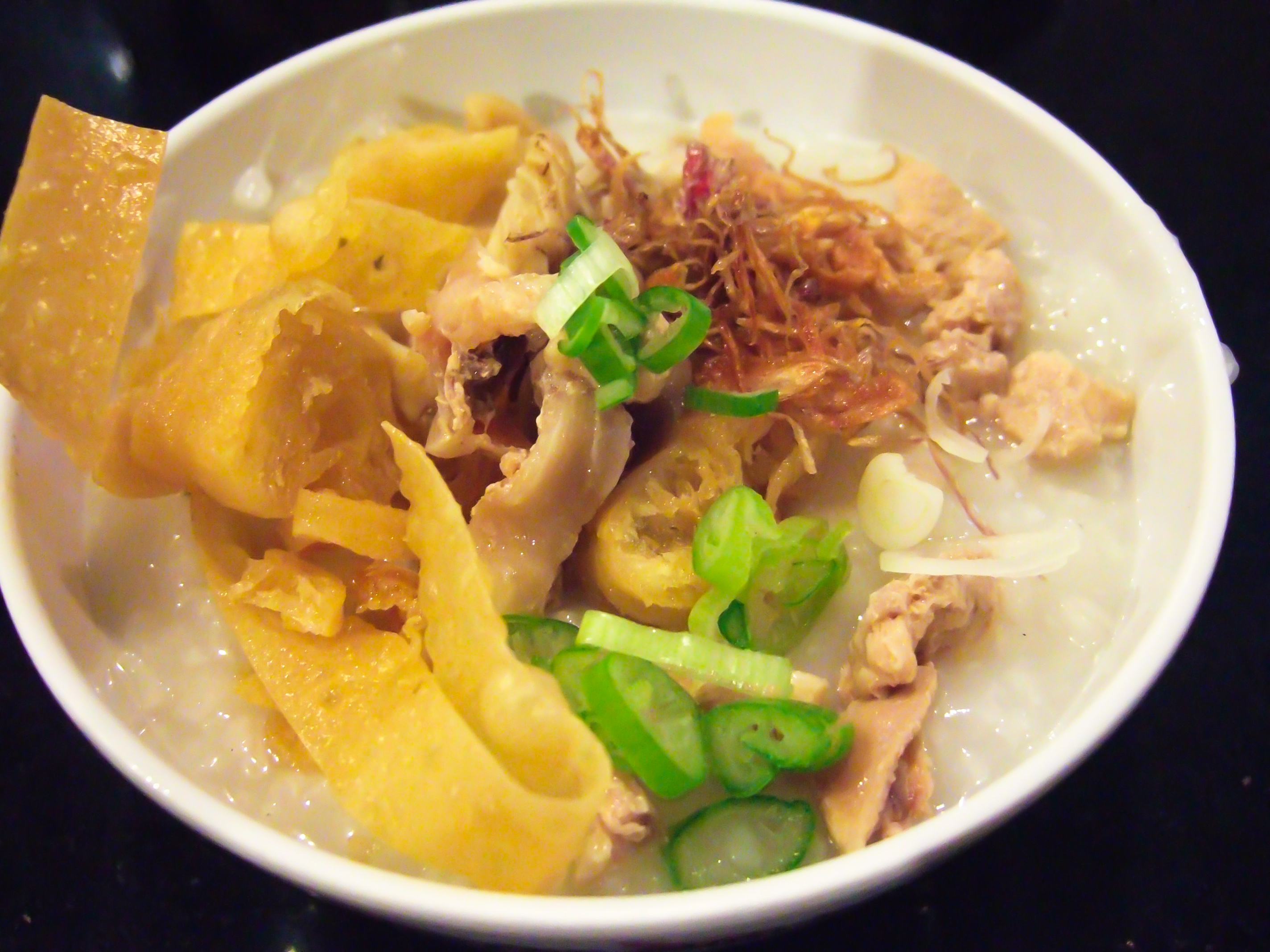
Bubur ayam (mingau de galinha) é uma comfort food da indonésia

Alguns alimentos populares indonésios são considerados comfort food, geralmente servidos quentes ou quentes e com uma textura macia ou saborosa. A maioria deles é rica em carboidratos ou gordura, como mingau, arroz frito e macarrão com alto teor de carboidratos; enquanto almôndegas e carnes no espeto grelhadas contêm quantidades justas de gordura e sal. Comfort food é o tipo de alimento que fornece sentimentos nostálgicos, como costumam ser chamados masakan rumahan ("comida caseira") ou masakan ibu ("pratos da mãe"). Na Indonésia, acredita-se que a textura quente e macia do bubur ayam ajude as pessoas a se recuperarem durante a convalescença . Sayur sop ou sup ayam é uma sopa de galinha indonésia que costumava ser procurada durante a gripe . A sopa quente contém pedaços de frango, pedaços de batata, cenoura e feijão verde comum servido no caldo de galinha.